# お前が犯人だ
「お前が犯人だ」（おまえがはんにんだ、Thou Art the Man）は、エドガー・アラン・ポーの短編小説。

## 内容
C・オーギュスト・デュパンの登場する「モルグ街の殺人」、「盗まれた手紙」、「マリー・ロジェの謎」の三短編と、ノンシリーズの「黄金虫」および本作が、ポーが著した推理小説といわれる。

## 題名について
Thou Art the Manという原題は、旧約聖書のサムエル記下12章1—14節において、預言者ナタンがダビデ王の不義を非難した台詞「汝、その人なり」に基づく。原題の意向をより忠実に反映した「なんじこそその人なり」という邦題も存在する。旧約聖書に詳しい読者が多数とは言えない日本においては、直接的な表現に意訳した「お前が犯人だ」「犯人はお前だ」といった邦題が採用される場合が多い。

## 登場人物
- バルナバス・シャトルワージ - 被害者。ラトルボロの村に住む裕福な老紳士。行方不明になり、のちに死体が発見される。
- ベニーフェザー - 被害者の甥。事件の容疑者として身柄を当局に拘束される。遺産をめぐり被害者と揉めていた。
- チャールズ・グッドフェロー[3] - 被害者の隣人。探偵役を務める。「オールド･チャーリー」の愛称で親しまれている。
- わたし - 物語の語り手[4]。

## 作品のトリック
- 意外な人物が犯人[5]

## 書誌情報
- 「ポー名作集」（中公文庫、2010年）
- 「モルグ街の殺人・黄金虫」（新潮文庫、2009年）